# Dennis Nawrocki
Dennis Daniel Nawrocki (Braunschweig, 8 dicembre 1992) è un cestista tedesco con cittadinanza polacca.